# Industria Automotriz Santa Fe
La Industria Automotriz Santa Fe S.A. (también conocida como IASFSA) fue una empresa argentina de fabricación de automóviles activa desde 1959 a 1969.
La empresa se instaló en la ciudad de Santa Fe y luego en Sauce Viejo, a 25 km de la capital. IASFSA fue una de las industrias más importantes de la región central de la provincia.

## Historia

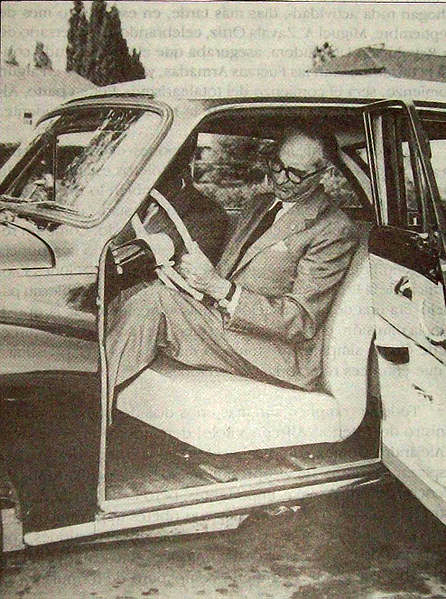
El presidente argentino Arturo Frondizi prueba un Auto Union 1000 en 1960

El proyecto de la fundación de la empresa Industria Automotriz Santa Fe S. A. - IASFSA para fabricar, bajo licencia del fabricante alemán Auto Union AG de Ingolstadt, automóviles de la marca Auto Union - DKW en Argentina, fue autorizado en octubre de 1959.
Este proyecto preveía producir un sedán en versiones de dos y cuatro puertas, un vehículo familiar y vehículos utilitarios en una cantidad de 1.200 ejemplares en 1960 y 2.500 ejemplares en 1964.
El primer modelo elegido fue el sedán "Auto Unión F94", rebautizado como Auto Unión 1000, cuyo montaje se inició en 1960 en una bodega cedida temporalmente por el gobierno provincial en la ciudad de Santa Fe. Durante esta época comenzó la construcción de una fábrica ubicada en Sauce Viejo, en la provincia de Santa Fe.
Los primeros ejemplos incluían una proporción muy alta de piezas importadas directamente de Alemania. La producción comenzó a un ritmo bastante modesto de 10 a 12 vehículos por día en enero de 1962.
La presentación del auto se realizó en el autódromo de Buenos Aires el 8 de junio de 1960, en presencia del pentacampeón mundial Juan Manuel Fangio.
Además del automóvil Auto Union 1000, la fábrica producía vehículos utilitarios: minibús para 8 pasajeros, furgoneta, pick-up y chasis cabina para carroceros industriales locales. Todas las versiones estaban equipadas con el mismo motor de 980 cc.
En 1963 se añadió un nuevo modelo a la gama: el Auto Union 1000 S Sport, una versión deportiva con carrocería de dos puertas diseñada por el diseñador y carrocero italiano Fissore.

## La Fábrica de Sauce Viejo
La producción en la fábrica de Sauce Viejo alcanzó una estabilidad constante en enero de 1962. La creciente demanda llevó luego a un aumento de la producción. En 1965, la capacidad de producción de la fábrica aumentó a 25 unidades por día. El nivel de integración local también había aumentado significativamente con la finalización, en fábrica, de las operaciones de mecanizado y montaje del motor, la caja de cambios, el diferencial, la construcción total de las carrocerías del utilitario, tapizados y montaje final.
En 1965, la producción ascendió a 5494 ejemplares, entre todos los modelos fabricados. El total acumulado desde el inicio fue de 27571 ejemplares.
Este prometedor escenario se vería rápidamente alterado. A partir de 1967, la fábrica experimentó una fuerte caída en las cantidades producidas debido a procedimientos judiciales que acusaban a los directores alemanes de la empresa de contrabando y evasión fiscal. La producción en la fábrica continuó con gran dificultad hasta finales de 1969, cuando la fábrica cesó definitivamente sus actividades después de haber producido 32.698 ejemplares, entre todos los modelos allí fabricados.
El polígono industrial de Sauce Viejo fue comprado en 1970 por la filial argentina del grupo italiano Fiat SpA, Fiat Concord, que reacondicionó completamente la fábrica para la producción de tractores agrícolas. En 1974, para satisfacer la fuerte demanda interna y de exportación, particularmente a Cuba, a quien le vendía camiones, Fiat V. I. Argentina crea una segunda unidad productiva para fabricar camiones, autobuses y motores.